# Obsesie misterioasă
Obsesie misterioasă (titlu original: The Forgotten) este un film științifico-fantastic thriller psihologic dramatic din 2004 regizat de Joseph Ruben. Rolurile principale au fost interpretate de actorii Julianne Moore și Dominic West.
Scenariul filmului se învârte în jurul unei femei care crede că și-a pierdut fiul ei într-un accident de avion în urmă cu 14 luni, dar se trezește într-o dimineață când i se spune că niciodată nu a avut vreun fiu. Toate amintirile ei sunt intacte dar, fără nicio dovadă fizică care să contrazică afirmațiile soțului sau psihiatrul ei, ea pornește în căutarea unor dovezi solide ale existenței fiului.
A avut premiera cinematografică în SUA și Canada la 24 septembrie 2004. Pe DVD a fost lansat la 18 ianuarie 2005, o versiune Blu-ray încă nu a fost lansată.

## Distribuție
- Julianne Moore - Telly Paretta
- Dominic West - Ash Correll
- Christopher Kovaleski - Sam Paretta
  - Matthew Pleszewicz - Young Sam
- Jessica Hecht - Eliot
- Gary Sinise - Dr. Jack Munce
- Alfre Woodard - Det. Anne Pope
- Anthony Edwards - Jim Paretta
- Kathryn Faughnan - Lauren Correll
- Linus Roache - Mr. Shineer
- Lee Tergesen - Al Petalis
- Felix Solis - Detective Brasher
- Robert Wisdom - Carl Dayton
- Tim Kang - Alec Wong
- Susan Misner - Lisa Franks
- J. Tucker Smith - Sheriff Howell
- Ann Dowd - Eileen

## Producție
Filmările au avut loc în New York City. Cheltuielile de producție s-au ridicat la 42 milioane $.  A fost produs de Revolution Studios pentru Columbia Pictures și a avut premiera la 24 septembrie 2004.  

## Primire
Criticii au avut în general recenzii negative. Pe site-ul Rotten Tomatoes, 31% din critici au dat filmului recenzii pozitive pe baza a 171 de opinii cu consensul că "Premiza devine prea ridicolă pentru a fi luată în serios". Pe Metacritic,  filmul are un scor mediu de 43 din 100, pe baza a 34 de recenzii. Roger Ebert a dat filmului 2 stele din 4 posibile, afirmând că "The Forgotten nu este un film bun, dar cel puțin prezintă o victimă credibilă."
A avut încasări de  117,6 milioane $.